# Мусийко, Александр Самсонович
Александр Самсонович Муси́йко (1903—1980) — украинский советский селекционер кукурузы. Член-корреспондент ВАСХНИЛ (1956).

## Биография
Родился 17 (30 августа) 1903 года в д. Мусийки (ныне Решетиловский район, Полтавская область). Окончил Полтавский СХИ (1927).
Послужной список:
- 1927—1930 участковый агроном,
- 1930—1931 агроном по организации МТС,
- 1931—1933 аспирант Украинского НИИ зернового хозяйства,
- 1933—1939 главный агроном зернового управления Одесского облземотдела,
- 1939—1941 старший научный сотрудник отдела зерновых культур, 1945—1973 заведующий отделом селекции и семеноводства кукурузы и ржи, 1958—1971 директор, 1973—1980 старший научный сотрудник-консультант Всесоюзного селекционно-генетического института (Одесса).

В 1941—1945 служил в РККА, участник войны.
Доктор сельскохозяйственных наук (1951), профессор (1952), член-корреспондент ВАСХНИЛ (1956).
Учёный в области селекции и семеноводства зерновых культур. Автор 7 сортов и 3 гибридов кукурузы (выведенных на основе закупленных в США в 1955 году семян фермера Гарста), одного сорта ржи и одного — гречихи.
Опубликовал более 25 книг и брошюр.
Делегат XXII съезда КПСС.

## Награды и премии
- два ордена Ленина (23.01.1948; 11.08.1962)
- орден Октябрьской Революции (1971)
- три ордена Трудового Красного Знамени (1949, 1958, 1966)
- медаль «За трудовую доблесть» (12.06.1954)
- медали
- Сталинская премия третьей степени (1947) — за изобретение и внедрение в практику сельского хозяйства искусственного доопыления кукурузы, подсолнечника, ржи, гречихи и других с/х культур
- Ленинская премия (1963)
- пять Золотых медалей ВДНХ.